# Alexandre de Beauharnais

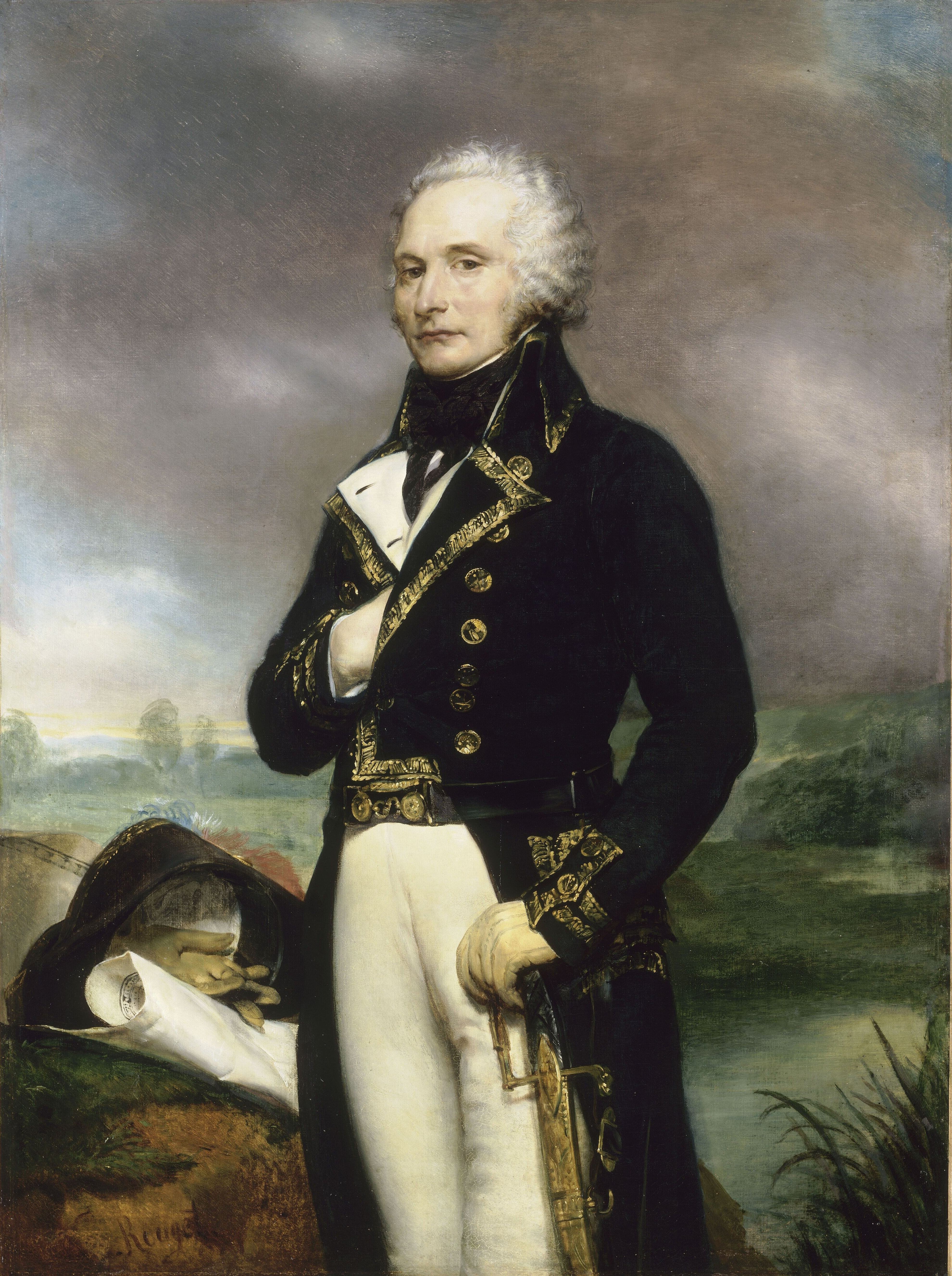
Alexandre de Beauharnais

Alexandre, Vicomte de Beauharnais (* 28. Mai 1760 in Fort-de-France auf Martinique; † 23. Juli 1794 (guillotiniert) in Paris) war kurz nach der Revolution Präsident der französischen Nationalversammlung.

## Leben

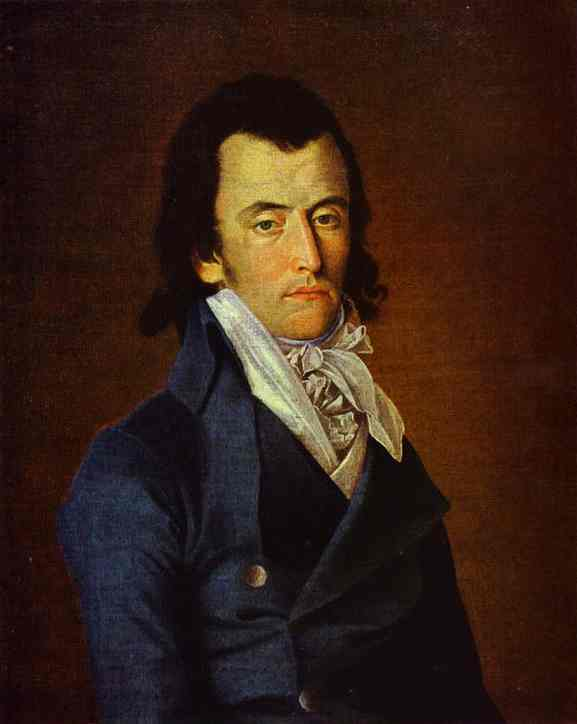
Alexandre de Beauharnais

Alexandre, Vicomte de Beauharnais, zeichnete sich während des Amerikanischen Unabhängigkeitskrieges aus und erwarb sich später durch seine Fähigkeiten nützliche Verbindungen in Paris.
1779 heiratete er Joséphine, die in zweiter Ehe 1796 Napoleon Bonaparte zum Mann nahm. Eigentlich sollte er Joséphines drei Jahre jüngere Schwester, Catherine-Désirée Alexandre, heiraten, doch sie starb an Tuberkulose. Die dritte Schwester, Marie Françoise, war erst elf Jahre alt. Schließlich akzeptierte er Joséphine als Frau – sie war ihm mit ihren 16 Jahren eigentlich bereits zu alt. Das Paar hatte zwei Kinder, Eugène und Hortense. Die Ehe verlief unglücklich, es kam zur psychischen und physischen Entfremdung und Alexandre unterstellte seiner Gattin sogar, dass die gemeinsame Tochter ein Kuckuckskind sei. Im Jahr 1785 beschloss das Ehepaar in beiderseitigem Einverständnis die Trennung.
Er diente zunächst als Sous-lieutenant im Régiment de La Sarre und trat am 3. Juni 1784 in das Régiment Royal-Champagne cavalerie ein, in dem er 1777 als Major (Major war kein Rang, sondern eine Dienststellungsbezeichnung für den Chef der Regimentsverwaltung) erwähnt wird.
Beim Ausbruch der Revolution gehörte er zu den ersten adligen Abgeordneten, die zum Dritten Stand übertraten, und war zur Zeit der Flucht des Königs im Juni 1791 Präsident der Nationalversammlung.
Bald danach ging er als Generaladjutant zur Nordarmee, lehnte 1792 die Berufung ins Kriegsministerium ab, übernahm im Jahr darauf als General den Oberbefehl der ersten Rheinarmee, den er jedoch niederlegte, als ein Regierungsdekret die Entfernung der Adligen aus dem Heer verfügte.
Seine langjährige Geliebte bis zu seinem Tode war Amalie Zephyrine von Salm-Kyrburg, die mit dem Fürsten Anton Aloys von Hohenzollern-Sigmaringen verheiratet und mit Joséphine befreundet war.
Infolge einer Anklage mit falschen Beschuldigungen wurde er 1794 vom Revolutionstribunal in Paris zum Tode verurteilt, ebenso wie Friedrich III, Prinz von Salm-Kyrburg. De Beauharnais wurde beschuldigt, zu spät zur ersten deutschen Demokratie, der Mainzer Republik, gekommen zu sein, die von preußischen Truppen belagert worden war. Bei der Belagerung von Mainz (1793) soll er seine Männer absichtlich zur Kapitulation gezwungen haben.
Der 34-jährige Alexandre de Beauharnais wurde am 23. Juli 1794 auf der Place du Trône renversé hingerichtet, vier Tage vor dem Sturz Robespierres und dem Ende der Terrorherrschaft, dann in einem der zwei Massengräber des Friedhofes Cimetière de Picpus begraben.

## Nachkommen
Am Tag vor seinem Tod hatte Alexandre de Beauharnais schriftlich seiner ehemaligen Frau Joséphine die Sorge für ihre gemeinsamen Kinder ans Herz gelegt. Sein Sohn Eugène wurde später von deren Mann, Kaiser Napoleon, adoptiert. Er wurde durch diesen zum Vizekönig von Italien erhoben und heiratete die Tochter des bayrischen Königs Auguste von Bayern. Seine Tochter Hortense heiratete Louis Bonaparte, den Bruder Napoleons. Sie wurde Königin von Holland. Die Enkel Alexandre de Beauharnais' waren der französische Kaiser Napoleon III., Kaiserin Amélie von Brasilien, Königin Josephine von Schweden und der Prinzgemahl von Portugal Auguste de Beauharnais. Seine Urenkel waren die schwedischen Könige Karl XV., Franz Gustav und Oskar II.

## Abstammung
|                                                   |                                                   |                                                   |                                                   |                                                   |                                                   |                                  |                                  | François de Beauharnais (Gouverneur von Martinique) | François de Beauharnais (Gouverneur von Martinique) | François de Beauharnais (Gouverneur von Martinique) | François de Beauharnais (Gouverneur von Martinique) | François de Beauharnais (Gouverneur von Martinique) | François de Beauharnais (Gouverneur von Martinique) |                                         |                                         | Marie Anne Henriette Francoise Pyvart de Chastullé                   | Marie Anne Henriette Francoise Pyvart de Chastullé                   | Marie Anne Henriette Francoise Pyvart de Chastullé                   | Marie Anne Henriette Francoise Pyvart de Chastullé                   | Marie Anne Henriette Francoise Pyvart de Chastullé                   | Marie Anne Henriette Francoise Pyvart de Chastullé                   |                                          |                                          | Joseph-Gaspard de Tascher de La Pagerie (Marineoffizier) | Joseph-Gaspard de Tascher de La Pagerie (Marineoffizier) | Joseph-Gaspard de Tascher de La Pagerie (Marineoffizier) | Joseph-Gaspard de Tascher de La Pagerie (Marineoffizier) | Joseph-Gaspard de Tascher de La Pagerie (Marineoffizier) | Joseph-Gaspard de Tascher de La Pagerie (Marineoffizier) |                          |                          | Rose Claire des Vergers de Sannois                     | Rose Claire des Vergers de Sannois                     | Rose Claire des Vergers de Sannois                     | Rose Claire des Vergers de Sannois                     | Rose Claire des Vergers de Sannois                     | Rose Claire des Vergers de Sannois                     |                                 |                                 | Carlo Buonaparte                     | Carlo Buonaparte                     | Carlo Buonaparte                     | Carlo Buonaparte                     | Carlo Buonaparte                     | Carlo Buonaparte                     |  |  | Letizia Ramolino           | Letizia Ramolino           | Letizia Ramolino           | Letizia Ramolino           | Letizia Ramolino           | Letizia Ramolino           |
|                                                   |                                                   |                                                   |                                                   |                                                   |                                                   |                                  |                                  | François de Beauharnais (Gouverneur von Martinique) | François de Beauharnais (Gouverneur von Martinique) | François de Beauharnais (Gouverneur von Martinique) | François de Beauharnais (Gouverneur von Martinique) | François de Beauharnais (Gouverneur von Martinique) | François de Beauharnais (Gouverneur von Martinique) |                                         |                                         | Marie Anne Henriette Francoise Pyvart de Chastullé                   | Marie Anne Henriette Francoise Pyvart de Chastullé                   | Marie Anne Henriette Francoise Pyvart de Chastullé                   | Marie Anne Henriette Francoise Pyvart de Chastullé                   | Marie Anne Henriette Francoise Pyvart de Chastullé                   | Marie Anne Henriette Francoise Pyvart de Chastullé                   |                                          |                                          | Joseph-Gaspard de Tascher de La Pagerie (Marineoffizier) | Joseph-Gaspard de Tascher de La Pagerie (Marineoffizier) | Joseph-Gaspard de Tascher de La Pagerie (Marineoffizier) | Joseph-Gaspard de Tascher de La Pagerie (Marineoffizier) | Joseph-Gaspard de Tascher de La Pagerie (Marineoffizier) | Joseph-Gaspard de Tascher de La Pagerie (Marineoffizier) |                          |                          | Rose Claire des Vergers de Sannois                     | Rose Claire des Vergers de Sannois                     | Rose Claire des Vergers de Sannois                     | Rose Claire des Vergers de Sannois                     | Rose Claire des Vergers de Sannois                     | Rose Claire des Vergers de Sannois                     |                                 |                                 | Carlo Buonaparte                     | Carlo Buonaparte                     | Carlo Buonaparte                     | Carlo Buonaparte                     | Carlo Buonaparte                     | Carlo Buonaparte                     |  |  | Letizia Ramolino           | Letizia Ramolino           | Letizia Ramolino           | Letizia Ramolino           | Letizia Ramolino           | Letizia Ramolino           |
|                                                   |                                                   |                                                   |                                                   |                                                   |                                                   |                                  |                                  |                                                     |                                                     |                                                     |                                                     |                                                     |                                                     |                                         |                                         |                                                                      |                                                                      |                                                                      |                                                                      |                                                                      |                                                                      |                                          |                                          |                                                          |                                                          |                                                          |                                                          |                                                          |                                                          |                          |                          |                                                        |                                                        |                                                        |                                                        |                                                        |                                                        |                                 |                                 |                                      |                                      |                                      |                                      |                                      |                                      |  |  |                            |                            |                            |                            |                            |                            |
|                                                   |                                                   |                                                   |                                                   |                                                   |                                                   |                                  |                                  |                                                     |                                                     |                                                     |                                                     |                                                     |                                                     |                                         |                                         |                                                                      |                                                                      |                                                                      |                                                                      |                                                                      |                                                                      |                                          |                                          |                                                          |                                                          |                                                          |                                                          |                                                          |                                                          |                          |                          |                                                        |                                                        |                                                        |                                                        |                                                        |                                                        |                                 |                                 |                                      |                                      |                                      |                                      |                                      |                                      |  |  |                            |                            |                            |                            |                            |                            |
|                                                   |                                                   |                                                   |                                                   | Maximilian I. (König von Bayern)                  | Maximilian I. (König von Bayern)                  | Maximilian I. (König von Bayern) | Maximilian I. (König von Bayern) | Maximilian I. (König von Bayern)                    | Maximilian I. (König von Bayern)                    |                                                     |                                                     | Auguste Wilhelmine (Königin von Bayern)             | Auguste Wilhelmine (Königin von Bayern)             | Auguste Wilhelmine (Königin von Bayern) | Auguste Wilhelmine (Königin von Bayern) | Auguste Wilhelmine (Königin von Bayern)                              | Auguste Wilhelmine (Königin von Bayern)                              |                                                                      |                                                                      | Alexandre de Beauharnais (Armeeoffizier)                             | Alexandre de Beauharnais (Armeeoffizier)                             | Alexandre de Beauharnais (Armeeoffizier) | Alexandre de Beauharnais (Armeeoffizier) | Alexandre de Beauharnais (Armeeoffizier)                 | Alexandre de Beauharnais (Armeeoffizier)                 |                                                          |                                                          | Joséphine de Beauharnais                                 | Joséphine de Beauharnais                                 | Joséphine de Beauharnais | Joséphine de Beauharnais | Joséphine de Beauharnais                               | Joséphine de Beauharnais                               |                                                        |                                                        | Napoleon (Kaiser der Franzosen)                        | Napoleon (Kaiser der Franzosen)                        | Napoleon (Kaiser der Franzosen) | Napoleon (Kaiser der Franzosen) | Napoleon (Kaiser der Franzosen)      | Napoleon (Kaiser der Franzosen)      |                                      |                                      |                                      |                                      |  |  |                            |                            |                            |                            |                            |                            |
|                                                   |                                                   |                                                   |                                                   | Maximilian I. (König von Bayern)                  | Maximilian I. (König von Bayern)                  | Maximilian I. (König von Bayern) | Maximilian I. (König von Bayern) | Maximilian I. (König von Bayern)                    | Maximilian I. (König von Bayern)                    |                                                     |                                                     | Auguste Wilhelmine (Königin von Bayern)             | Auguste Wilhelmine (Königin von Bayern)             | Auguste Wilhelmine (Königin von Bayern) | Auguste Wilhelmine (Königin von Bayern) | Auguste Wilhelmine (Königin von Bayern)                              | Auguste Wilhelmine (Königin von Bayern)                              |                                                                      |                                                                      | Alexandre de Beauharnais (Armeeoffizier)                             | Alexandre de Beauharnais (Armeeoffizier)                             | Alexandre de Beauharnais (Armeeoffizier) | Alexandre de Beauharnais (Armeeoffizier) | Alexandre de Beauharnais (Armeeoffizier)                 | Alexandre de Beauharnais (Armeeoffizier)                 |                                                          |                                                          | Joséphine de Beauharnais                                 | Joséphine de Beauharnais                                 | Joséphine de Beauharnais | Joséphine de Beauharnais | Joséphine de Beauharnais                               | Joséphine de Beauharnais                               |                                                        |                                                        | Napoleon (Kaiser der Franzosen)                        | Napoleon (Kaiser der Franzosen)                        | Napoleon (Kaiser der Franzosen) | Napoleon (Kaiser der Franzosen) | Napoleon (Kaiser der Franzosen)      | Napoleon (Kaiser der Franzosen)      |                                      |                                      |                                      |                                      |  |  |                            |                            |                            |                            |                            |                            |
|                                                   |                                                   |                                                   |                                                   |                                                   |                                                   |                                  |                                  |                                                     |                                                     |                                                     |                                                     |                                                     |                                                     |                                         |                                         |                                                                      |                                                                      |                                                                      |                                                                      |                                                                      |                                                                      |                                          |                                          |                                                          |                                                          |                                                          |                                                          |                                                          |                                                          |                          |                          |                                                        |                                                        |                                                        |                                                        |                                                        |                                                        |                                 |                                 |                                      |                                      |                                      |                                      |                                      |                                      |  |  |                            |                            |                            |                            |                            |                            |
|                                                   |                                                   |                                                   |                                                   |                                                   |                                                   |                                  |                                  |                                                     |                                                     |                                                     |                                                     |                                                     |                                                     |                                         |                                         |                                                                      |                                                                      |                                                                      |                                                                      |                                                                      |                                                                      |                                          |                                          |                                                          |                                                          |                                                          |                                                          |                                                          |                                                          |                          |                          |                                                        |                                                        |                                                        |                                                        |                                                        |                                                        |                                 |                                 |                                      |                                      |                                      |                                      |                                      |                                      |  |  |                            |                            |                            |                            |                            |                            |
|                                                   |                                                   |                                                   |                                                   |                                                   |                                                   |                                  |                                  | Auguste von Bayern (Vizekönigin von Italien)        | Auguste von Bayern (Vizekönigin von Italien)        | Auguste von Bayern (Vizekönigin von Italien)        | Auguste von Bayern (Vizekönigin von Italien)        | Auguste von Bayern (Vizekönigin von Italien)        | Auguste von Bayern (Vizekönigin von Italien)        |                                         |                                         | Eugène de Beauharnais (Adoptivsohn Napoleons, Vizekönig von Italien) | Eugène de Beauharnais (Adoptivsohn Napoleons, Vizekönig von Italien) | Eugène de Beauharnais (Adoptivsohn Napoleons, Vizekönig von Italien) | Eugène de Beauharnais (Adoptivsohn Napoleons, Vizekönig von Italien) | Eugène de Beauharnais (Adoptivsohn Napoleons, Vizekönig von Italien) | Eugène de Beauharnais (Adoptivsohn Napoleons, Vizekönig von Italien) |                                          |                                          |                                                          |                                                          |                                                          |                                                          |                                                          |                                                          |                          |                          | Hortense de Beauharnais (Königin von Holland)          | Hortense de Beauharnais (Königin von Holland)          | Hortense de Beauharnais (Königin von Holland)          | Hortense de Beauharnais (Königin von Holland)          | Hortense de Beauharnais (Königin von Holland)          | Hortense de Beauharnais (Königin von Holland)          |                                 |                                 | Louis Bonaparte (König von Holland)  | Louis Bonaparte (König von Holland)  | Louis Bonaparte (König von Holland)  | Louis Bonaparte (König von Holland)  | Louis Bonaparte (König von Holland)  | Louis Bonaparte (König von Holland)  |  |  |                            |                            |                            |                            |                            |                            |
|                                                   |                                                   |                                                   |                                                   |                                                   |                                                   |                                  |                                  | Auguste von Bayern (Vizekönigin von Italien)        | Auguste von Bayern (Vizekönigin von Italien)        | Auguste von Bayern (Vizekönigin von Italien)        | Auguste von Bayern (Vizekönigin von Italien)        | Auguste von Bayern (Vizekönigin von Italien)        | Auguste von Bayern (Vizekönigin von Italien)        |                                         |                                         | Eugène de Beauharnais (Adoptivsohn Napoleons, Vizekönig von Italien) | Eugène de Beauharnais (Adoptivsohn Napoleons, Vizekönig von Italien) | Eugène de Beauharnais (Adoptivsohn Napoleons, Vizekönig von Italien) | Eugène de Beauharnais (Adoptivsohn Napoleons, Vizekönig von Italien) | Eugène de Beauharnais (Adoptivsohn Napoleons, Vizekönig von Italien) | Eugène de Beauharnais (Adoptivsohn Napoleons, Vizekönig von Italien) |                                          |                                          |                                                          |                                                          |                                                          |                                                          |                                                          |                                                          |                          |                          | Hortense de Beauharnais (Königin von Holland)          | Hortense de Beauharnais (Königin von Holland)          | Hortense de Beauharnais (Königin von Holland)          | Hortense de Beauharnais (Königin von Holland)          | Hortense de Beauharnais (Königin von Holland)          | Hortense de Beauharnais (Königin von Holland)          |                                 |                                 | Louis Bonaparte (König von Holland)  | Louis Bonaparte (König von Holland)  | Louis Bonaparte (König von Holland)  | Louis Bonaparte (König von Holland)  | Louis Bonaparte (König von Holland)  | Louis Bonaparte (König von Holland)  |  |  |                            |                            |                            |                            |                            |                            |
|                                                   |                                                   |                                                   |                                                   |                                                   |                                                   |                                  |                                  |                                                     |                                                     |                                                     |                                                     |                                                     |                                                     |                                         |                                         |                                                                      |                                                                      |                                                                      |                                                                      |                                                                      |                                                                      |                                          |                                          |                                                          |                                                          |                                                          |                                                          |                                                          |                                                          |                          |                          |                                                        |                                                        |                                                        |                                                        |                                                        |                                                        |                                 |                                 |                                      |                                      |                                      |                                      |                                      |                                      |  |  |                            |                            |                            |                            |                            |                            |
|                                                   |                                                   |                                                   |                                                   |                                                   |                                                   |                                  |                                  |                                                     |                                                     |                                                     |                                                     |                                                     |                                                     |                                         |                                         |                                                                      |                                                                      |                                                                      |                                                                      |                                                                      |                                                                      |                                          |                                          |                                                          |                                                          |                                                          |                                                          |                                                          |                                                          |                          |                          |                                                        |                                                        |                                                        |                                                        |                                                        |                                                        |                                 |                                 |                                      |                                      |                                      |                                      |                                      |                                      |  |  |                            |                            |                            |                            |                            |                            |
| Josephine von Leuchtenberg (Königin von Schweden) | Josephine von Leuchtenberg (Königin von Schweden) | Josephine von Leuchtenberg (Königin von Schweden) | Josephine von Leuchtenberg (Königin von Schweden) | Josephine von Leuchtenberg (Königin von Schweden) | Josephine von Leuchtenberg (Königin von Schweden) |                                  |                                  | Eugénie Fürstin von Hohenzollern-Hechingen          | Eugénie Fürstin von Hohenzollern-Hechingen          | Eugénie Fürstin von Hohenzollern-Hechingen          | Eugénie Fürstin von Hohenzollern-Hechingen          | Eugénie Fürstin von Hohenzollern-Hechingen          | Eugénie Fürstin von Hohenzollern-Hechingen          |                                         |                                         | Auguste de Beauharnais Prinzgemahl von Portugal                      | Auguste de Beauharnais Prinzgemahl von Portugal                      | Auguste de Beauharnais Prinzgemahl von Portugal                      | Auguste de Beauharnais Prinzgemahl von Portugal                      | Auguste de Beauharnais Prinzgemahl von Portugal                      | Auguste de Beauharnais Prinzgemahl von Portugal                      |                                          |                                          | Amélie von Leuchtenberg Kaiserin von Brasilien           | Amélie von Leuchtenberg Kaiserin von Brasilien           | Amélie von Leuchtenberg Kaiserin von Brasilien           | Amélie von Leuchtenberg Kaiserin von Brasilien           | Amélie von Leuchtenberg Kaiserin von Brasilien           | Amélie von Leuchtenberg Kaiserin von Brasilien           |                          |                          | Napoléon Louis Bonaparte Großherzog von Kleve und Berg | Napoléon Louis Bonaparte Großherzog von Kleve und Berg | Napoléon Louis Bonaparte Großherzog von Kleve und Berg | Napoléon Louis Bonaparte Großherzog von Kleve und Berg | Napoléon Louis Bonaparte Großherzog von Kleve und Berg | Napoléon Louis Bonaparte Großherzog von Kleve und Berg |                                 |                                 | Napoleon III. (Kaiser der Franzosen) | Napoleon III. (Kaiser der Franzosen) | Napoleon III. (Kaiser der Franzosen) | Napoleon III. (Kaiser der Franzosen) | Napoleon III. (Kaiser der Franzosen) | Napoleon III. (Kaiser der Franzosen) |  |  | Napoléon Charles Bonaparte | Napoléon Charles Bonaparte | Napoléon Charles Bonaparte | Napoléon Charles Bonaparte | Napoléon Charles Bonaparte | Napoléon Charles Bonaparte |